# ادوارد بالاسانیان
ادوارد بالاسانیان (ارمنی: Էդուարդ Պալասանյան، انگلیسی: Edward Balassanian)، (زاده ۱۹۳۶ در تهران، درگذشته ۲۰۲۴ در نیویورک) معمار ارمنی-ایرانی بود. او همسر سونیا بالاسانیان، نقاش نوگرا و صاحب‌سبک ارمنی‌تبار، و ساکن ارمنستان و ایالات متحده آمریکا بود. 
بالاسانیان عضو مجمع بین‌المللی کارشناسان سازمان ملل متحد بود.

## زندگی‌نامه
ادوارد بالاسانیان در سال ۱۹۳۶ در ایران متولد شد. او در مدارس داوتیان و فیروز بهرام تهران تحصیل کرد. در سال ۱۹۶۳ از دانشکده معماری دانشگاه تهران فارغ‌التحصیل شد و در سال ۱۹۶۸ مدرک کارشناسی ارشد در برنامه‌ریزی شهری را دریافت کرد. در سال ۱۹۷۵، با مدرک دکترای فلسفه در برنامه‌ریزی شهری و توسعه منطقه‌ای از دانشگاه پنسیلوانیا در ایالات متحده فارغ‌التحصیل شد.
از سال ۱۹۷۰، او یک شرکت مشاوره معماری و برنامه‌ریزی شهری در ایران تأسیس کرد و مدیریت آن را بر عهده داشت. در سال ۱۹۸۰، بالاسانیان به همراه خانواده‌اش به ایالات متحده نقل مکان کرد. در سال ۱۹۹۲، او به عنوان رئیس مجمع ارمنی‌ها آمریکا در واشینگتن خدمت کرد و از ۱۹۹۳ تا ۱۹۹۵، معاون مدیر و رئیس بخش ساخت‌وساز بنیاد ملی ارمنی‌ها در ایروان بود. در سال ۱۹۹۶، او به عنوان مدیر اجرایی بنیاد ملی ارمنی‌ها آمریکا در نیویورک منصوب شد و از ۱۹۹۷ تا ۱۹۹۸ به عنوان مدیر اجرایی اسقف‌نشین شرقی کلیسای ارمنی‌ها آمریکا در نیویورک خدمت کرد.

## فعالیت‌ها در دنیای هنر
بالاسانیان همچنین در زمینه هنرهای نمایشی فعالیت داشت. او در ایران به عنوان بازیگر حرفه‌ای تئاتر فعالیت می‌کرد و در نمایشنامه‌هایی از شکسپیر («اتللو»)، چخوف («خرس»)، پروسپر مریمه، لیلیان هلمن، و جان بویتون پریستلی به ایفای نقش پرداخت. او همچنین در رویدادهای ملی و اجتماعی ارمنی‌ها در ایران، ایالات متحده و انگلستان شعرخوانی کرده بود.
- در سال ۱۹۹۵، او به همراه همسرش، هنرمند-شاعر سونیا بالاسانیان، مرکز هنرهای تجربی معاصر (NPAK) را در ایروان تأسیس کرد.[۵][۶]
- از سال ۱۹۹۵ تا ۲۰۰۹، به دستور وزارت فرهنگ جمهوری ارمنستان، بالاسانیان‌ها از طریق NPAK غرفه‌های جمهوری ارمنستان را در بی‌ینال ونیز سازماندهی کرد.
- از سال ۱۹۹۸، ادوارد بالاسانیان در ارمنستان ساکن شده است. از سال ۱۹۹۸، به عنوان نماینده مجاز مقر مقدس اچمیادزین، او مدیریت ساخت کلیسای جامع سنت گریگور روشنگر را در ایروان بر عهده داشت.
- از سال ۲۰۰۲ تا ۲۰۰۹، بالاسانیان مدیر اجرایی موزه هنر کافسجیان در ایروان بود.[۶]